# Roman Rurua
Roman Rurua (* 25. listopadu 1942) je bývalý sovětský a gruzínský zápasník – klasik, olympijský vítěz z roku 1968.

## Sportovní kariéra
Pochází z megrelské obce Muchurča. V 16 letech odešel z rodné obce do hlavního města Tbilisi splnit si sen hrát závodně fotbal. Po roce přípravy v Dinamu ho však pro nedostatek talentu vyřadili z týmu a pro svoji bojovnost a fyzickou vyspělost doporučili zápasníkovi Nersesi Akopovimu k tréninku. Pod vedením Akopoviho se posléze specializoval na řecko-římský styl zápasení. V roce 1961 se poprvé objevil v gruzínském reprezentačním výběru a v roce 1963 se stal poprvé sovětským mistrem ve váze do 63 kg. V roce 1964 uspěl v sovětské olympijské nominaci a startoval na olympijských hrách v Tokiu. Po pátém kole zůstal v soutěži s Maďarem Imre Polyákem a Jugoslávcem Branislavem Martinovićem. Jugoslávec však do finále pro zranění nenastoupil. V souboji o vítězství potřeboval Maďara porazit před časovým limitem, ale ten úspěšně takticky dovedl zápas k remíze. S celkově horším negativním skóre získal stříbrnou olympijskou medaili.
V roce 1968 startoval na olympijských hrách v Mexiku jako dvojnásobný úřadující mistr světa. Od úvodního kola potvrzoval roli favorita a po pátém kole mu zbyl jediný soupeř Japonec Hideo Fudžimoto. S vědomím, že nesmí prohrát před časovým limitem dovedl takticky zápas k remíze a s celkově nižšími negativními body získal zlatou olympijskou medaili. Od roku 1970 startoval ve vyšší váze do 68 kg. V roce 1971 si však během mistrovství světa v Sofii poranil záda a na olympijskou sezonu 1972 se nezvládl připravit. Vzápětí ukončil sportovní kariéru. Věnoval se trenérské a funkcionářské práci.

## Vyznamenání
- Prezidentský řád znamenitosti – Gruzie, 2018[6]

## Výsledky
| Turnaj             | 1964 | 1965 | 1966 | 1967 | 1968 | 1969 | 1970 | 1971 |
| Turnaj             | 22   | 23   | 24   | 25   | 26   | 27   | 28   | 29   |
| Turnaj             | -63  | -63  | -63  | -63  | -63  | -62  | -68  | -68  |
| ------------------ | ---- | ---- | ---- | ---- | ---- | ---- | ---- | ---- |
| Olympijské hry     | 2.   |      |      |      | 1.   |      |      |      |
| Mistrovství světa  |      | —    | 1.   | 1.   |      | 1.   | 1.   | úč.  |
| Mistrovství Evropy |      |      | —    | —    | —    | —    | —    |      |